# 西氏擬海鯰
西氏擬海鯰為輻鰭魚綱鯰形目海鯰科的其中一種，分布於東太平洋區，從墨西哥至秘魯的半鹹水域，體長可達35公分，棲息在沿海、河口區，為底棲性魚類，屬肉食性，可做為食用魚及觀賞魚。